# Alexandr Sharapov
Alexandr Sharapov –em russo, Александр Шарапов– (Moscovo, 6 de março de 1994) é um desportista russo que compete no ciclismo na modalidade de pista. Ganhou uma medalha de bronze no Campeonato Mundial de Ciclismo em Pista de 2019, na prova de velocidade por equipas.

## Medalheiro internacional
| Campeonato Mundial | Campeonato Mundial  | Campeonato Mundial | Campeonato Mundial     |
| Ano                | Lugar               | Medalha            | Competição             |
| ------------------ | ------------------- | ------------------ | ---------------------- |
| 2019               | Pruszków ( Polónia) | Medalha de bronze  | Velocidade por equipas |